# Cryphia squamosa
Cryphia squamosa là một loài bướm đêm trong họ Noctuidae.